# Pyrocumulus
Los Pyrocumulus, (también denominados flammagenitus, pirocúmulos o nubes de fuego) son un tipo de nube cumuliforme que se producen por fuego o actividad volcánica. Poseen una dinámica similar en ciertos aspectos a las tormentas de fuego, y ambos fenómenos pueden ocurrir simultáneamente. De todos modos, suceden también por separado y se diferencian para su estudio individual.

## Formación
Las nubes Pyrocumulus son producidas por el intenso calentamiento del aire desde la superficie. La elevación de la temperatura genera movimientos convectivos que eleva  a la masa de aire hasta alcanzar un punto de estabilidad, usualmente en presencia de humedad.

Formación de las nubes Flammagenitus.

```
Fenómenos como 
incendios
, 
erupciones volcánicas
 y, ocasionalmente, actividades industriales, pueden inducir la formación de este tipo de nube. La detonación de armas nucleares también puede generar pyrocumulus, con la forma de 
hongo nuclear
, que es básicamente formada por el mismo mecanismo. La presencia de una 
corriente en chorro
 de bajo nivel puede reforzar su formación. La condensación de la humedad del aire ya presente en la 
atmósfera
, así como la humedad evaporada de la combustión de vegetación y los gases volcánicas ocurre fácilmente con las partículas de cenizas.
```

## Relación con incendios forestales
Al ser grandes nubes producidas por el humo de los incendios, los pirocúmulos tienen tanto poder calorífico que siguen subiendo con mucho material encendido, el cual puede llegar tan alto que choca con el frío, derrumbándose y volver a caer a la superficie. Desde el punto de vista de la gestión de riesgos, esto es extremadamente peligroso, porque dicho material encendido y transportado por estas nubes pueden extender los incendios forestales y caer en lugares habitados.
Otras veces, la humedad del aire se condensa en la nube y luego cae en forma de lluvia, pudiendo extinguir el fuego. Ha habido numerosos ejemplos en los que una gran tormenta de fuego ha sido extinguida por el flammagenitus que creó.
Las nubes Flammagenitus se forman sobre incendios fuertes y prolongados, algunos ejemplos de situaciones reales son:
| Año  | Conjunto de incendios                          | Flammagenitus generadas |
| ---- | ---------------------------------------------- | ----------------------- |
| 2018 | Incendios California, Noviembre 2018           |                         |
| 2018 | Incendios California, Noviembre 2018           |                         |
| 2019 | Incendios Australia 2019                       |                         |
| 2019 | Incendios en Alberta, Canadá 2019              |                         |
| 2019 | Incendio Forestal Paraguay 2019                |                         |
| 2020 | Incendios en California, Septiembre 2020       |                         |
| 2020 | Incendios en California, Septiembre 2020       |                         |
| 2020 | Incendios en La Republica de Sajá, Junio 2020  |                         |
| 2021 | Incendios en La República de Sajá, Julio 2021. |                         |
| 2021 | Incendios en California, Julio de 2021         |                         |